# Torre de la Quintana
La torre medieval de la Quintana, así como la casona de cuyo conjunto forma parte, se encuentran la parroquia de Ciaño, en el concejo asturiano de Langreo (España). 

## Descripción
Se trata de una torre defensiva, de planta circular y tres alturas más desván, este último y su cubierta resultado de la remodelación llevada a cabo en 1540 por el Prior Solís.
Las reformas introducidas respecto a la construcción original del siglo XIV (tras la concesión de la Carta Puebla en 1338 a Langreo), y que las citas sitúan en torno a 1540 parecen consistir en la realización del pasadizo de comunicación con la casa, la apertura de los dos ajimeces en la planta segunda, el cambio de cubierta y el posible recrecido de los muros.
En la actualidad la torre está constituida por un cilindro de aproximadamente 9 metros de diámetro exterior y 12,75 metros de altura, realizado con muros de mampostería de 1,45 metros de espesor, distribuyéndose en el interior en tres plantas.
La planta baja está incomunicada con el primer nivel, existiendo en su fachada una puerta de entrada a esta dependencia que estaba tapiada.
A la planta primera se accede a través del pasadizo que la comunica con la casa. En ella existen, además de la puerta de acceso con arco de medio punto, cuatro saeteras. De esta planta y a la derecha de la entrada nace una escalera perimetral que la comunica con la planta segunda.
En esta planta superior se abren dos ventanas geminadas, situadas perpendicularmente al eje del pasadizo, en sus costados este y oeste, siendo una de ellas fruto de una restauración relativamente reciente.
La cubierta tiene forma cónica. Hasta mediados del siglo XX, asún existían restos de la muralla que rodeaba el lugar. 

Actualmente es sede de la asociación Langreanos en el Mundo.